# Championnat du Pérou de football de deuxième division
Le championnat du Pérou de football de deuxième division (Liga 2 depuis 2019) est une compétition annuelle de football qui constitue l'antichambre du championnat du Pérou de football (ou Liga 1).
Disputée par 18 clubs depuis 2024, elle est organisée par la Fédération péruvienne de football.

## Histoire
La « Segunda División » est créée en 1936 et a pour premier vainqueur le Telmo Carbajo de Callao. À l'époque, seuls les clubs de la capitale (Lima) et de son port (Callao) pouvaient y participer d'où son nom de Segunda División de Lima, appellation qu'elle gardera jusqu'en 1988. Le vainqueur du championnat accédait directement à la première division.
En 1988, le championnat de D2 change d'appellation et devient Segunda División Profesional. Mais ce n'est qu'en 2006 que la deuxième division est pour la première fois ouverte à des clubs non issus de la région de Lima et est désormais appelée Segunda División Nacional. Cependant l'organisation et le règlement du tournoi changent d'une année à l'autre. Ainsi, lors du championnat 2006, le vainqueur accéda à la première division l'année suivante mais à la fin du championnat 2007, le premier se hissa en première division et le deuxième joua un match de barrage contre le finaliste de la Copa Perú (la première division passant à 14 clubs en 2008).
Alors qu'en 2008 les deux premiers accèdent à la première division, à partir du championnat 2009, seul le champion est autorisé à monter à l'échelon supérieur. En 2013, 14 clubs prennent part à la compétition tandis qu'en 2014, ce sont 16 clubs qui sont engagés. Seulement 12 clubs prennent part au championnat 2015, avant de revenir à 16 puis 15 clubs en 2016 et 2017 respectivement,.
À partir de 2018, bien que le nombre de participants reste inchangé (15), la structure du tournoi varie puisqu'on décide d'y inclure une deuxième phase dite de Play-off : après une phase régulière de 30 journées qui voit les 15 clubs s'affronter entre eux, les clubs classés de la 2e à la 7e place jouent des matchs à élimination directe (le 2e contre le 7e, le 3e contre le 6e puis le 4e contre le 5e) dont les trois vainqueurs rejoignent le premier classé de la phase régulière. Les quatre clubs en question disputent des demi-finales aller-retour, puis une finale dont le vainqueur est le champion avec le droit d'être promu en 1re division.
À partir de 2019, la compétition change de nom pour s'appeler Liga 2. Le règlement en vigueur reste globalement le même par rapport à l'année précédente si ce n'est que le vainqueur de la phase régulière accède directement en D1. D'autre part, le nombre de participants se réduit de 15 à 12 clubs. Cette édition a failli ne jamais voir le jour puisque le 16 avril 2019 l'ensemble des clubs de D2 annoncent leur décision de ne pas disputer le championnat. Ils expriment ainsi leur désaccord avec la décision de la Fédération péruvienne de football de modifier à la dernière minute le système d'ascension en D1. Cette dernière se ravise et accède aux revendications des clubs. Ainsi, tout comme en 2018, quatre tickets en D1 sont à pourvoir : les deux premiers directement aux champions de 2e division et de Copa Perú; les deux autres via un barrage mettant aux prises les quatre équipes classées deuxièmes et troisièmes du championnat de D2 et de la Copa Perú.
La saison 2020 voit encore le nombre de participants se réduire de 12 à 10 clubs. La pandémie de Covid-19 oblige la fédération à modifier le règlement. En effet, le tournoi de 2020 se joue d'octobre à décembre à Lima (stades de San Marcos et Videna) avec un tour final opposant les quatre équipes les mieux classées au classement général (le 1er contre le 4e et le 2e contre le 3e). Le vainqueur de ce tour final accède directement en 1re division. Il est décidé en outre qu'il n'y aurait pas de relégation.
En 2021, le championnat de D2 repasse à douze clubs. Toutes les équipes s'opposent par matchs aller-retour (vingt-deux journées). Les deux meilleures au classement général sont directement qualifiées pour la finale du championnat. Le vainqueur accède directement à la 1re division. Parallèlement, les équipes classées de la 3e à la 6e place jouent deux matchs de barrage. Puis leurs vainqueurs se rencontrent. Le finaliste des barrages rencontre le perdant de la finale de D2. Et enfin, le vainqueur de ce match dispute un match de promotion-relégation face à l'antépénultième de D1.
En 2022, le championnat compte 13 équipes et s'inspire de la 1re division avec l'introduction de deux tournois semestriels, Apertura et Clasura. Les vainqueurs de ces tournois ainsi que les deux meilleures équipes au classement général cumulé disputent une phase dite de Play-off avec demi-finales et finale. Le vainqueur de cette phase finale est champion et accède à l'élite tandis que le finaliste dispute un barrage de promotion-relégation avec l'antépénultième de D1.
L'édition 2023 apporte son lot de changements puisque le barrage de promotion-relégation susmentionné est éliminé, les champion et vice-champion de D2 étant assurés de retrouver l'élite.
En 2024, le nombre de participants augmente à 18 équipes (contre 14 l'année précédente).

## Clubs participants(saison 2024)
| \| AC Alianza Universidad Ayacucho FC Binacional Carlos Stein AD Comerciantes CD Coopsol Llacuabamba J. Aurich DM Pirata FC Santos FC Unión Huaral USM \| Localisation des clubs engagés dans le championnat 2024. · Légende : · AC : Academia Cantolao, DM : Deportivo Municipal, USM : Universidad San Martín de Porres |
| AC Alianza Universidad Ayacucho FC Binacional Carlos Stein AD Comerciantes CD Coopsol Llacuabamba J. Aurich DM Pirata FC Santos FC Unión Huaral USM |

| Club                   | Ville       |
| ---------------------- | ----------- |
| Academia Cantolao      | Callao      |
| Alianza Universidad    | Huánuco     |
| Ayacucho FC            | Ayacucho    |
| Deportivo Binacional   | Juliaca     |
| Carlos Stein           | Ferreñafe   |
| AD Comerciantes        | Iquitos     |
| CD Coopsol             | Callao      |
| Juan Aurich            | Lambayeque  |
| Deportivo Llacuabamba  | Llacuabamba |
| Deportivo Municipal    | Lima        |
| Pirata FC              | Chongoyape  |
| Santos FC              | Nazca       |
| Unión Huaral           | Huaral      |
| Universidad San Martín | Lima        |

## Palmarès

### Par édition
| Année     | Champion                  | Vice-champion                          | Score          |
| 1936      | Telmo Carbajo             |                                        |                |
| 1937-1938 | Pas de tournoi            | Pas de tournoi                         | Pas de tournoi |
| 1939      | Alianza Lima              |                                        |                |
| 1940      | Telmo Carbajo             |                                        |                |
| 1941-1942 | Pas de tournoi            | Pas de tournoi                         | Pas de tournoi |
| 1943      | Telmo Carbajo             | Progresista Apurímac                   |                |
| 1944      | Ciclista Lima             | Telmo Carbajo                          |                |
| 1945      | Santiago Barranco         | Atlético Lusitania                     |                |
| 1946      | Ciclista Lima             | Unión Callao                           |                |
| 1947      | Jorge Chávez              | Santiago Barranco                      |                |
| 1948      | Centro Iqueño             | Santiago Barranco                      |                |
| 1949      | Jorge Chávez              | Ciclista Lima                          |                |
| 1950      | Unión Callao              | Association Chorrillos                 |                |
| 1951      | Association Chorrillos    | Atlético Lusitania                     | 6-1            |
| 1952      | Unión Callao              | Porvenir Miraflores                    |                |
| 1953      | Carlos Concha             | Atlético Lusitania                     |                |
| 1954      | Unión Callao              | KDT Nacional                           |                |
| 1955      | Carlos Concha             | Porvenir Miraflores                    |                |
| 1956      | Porvenir Miraflores       | Unión América                          |                |
| 1957      | Mariscal Castilla         | Carlos Concha                          |                |
| 1958      | Unión América             | Porvenir Miraflores                    | 3-0            |
| 1959      | Mariscal Sucre            | KDT Nacional                           |                |
| 1960      | Defensor Lima             | Carlos Concha                          |                |
| 1961      | KDT Nacional              | Association Chorrillos                 |                |
| 1962      | Mariscal Sucre            | Carlos Concha                          |                |
| 1963      | Carlos Concha             | Porvenir Miraflores                    |                |
| 1964      | Defensor Arica            | Porvenir Miraflores                    |                |
| 1965      | Mariscal Sucre            | Íntimos de la Legua                    |                |
| 1966      | Porvenir Miraflores       | Racing de San Isidro                   |                |
| 1967      | KDT Nacional              | Independiente Sacachispas              |                |
| 1968      | Deportivo Municipal       | AD Olímpico                            |                |
| 1969      | Deportivo SIMA            | Mariscal Sucre                         |                |
| 1970      | AD Olimpico               | Centro Iqueño                          |                |
| 1971      | Deportivo SIMA            | Atlético Chalaco                       |                |
| 1972      | Atlético Chalaco          | Porvenir Miraflores                    |                |
| 1973-1982 | Pas de tournoi            | Pas de tournoi                         | Pas de tournoi |
| 1983      | Unión González Prada      | Huracán San Agustín Deportivo Cantolao |                |
| 1984      | Unión González Prada      | Juventud La Joya                       |                |
| 1985      | Alcides Vigo              | Centro Iqueño                          |                |
| 1986      | Internazionale San Borja  | Deportivo AELU                         |                |
| 1987      | Deportivo AELU            |                                        |                |
| 1988      | Defensor Lima             | Juventud La Palma                      | ?-? (tab)      |
| 1989      | Sport Boys                | Juventud La Palma                      |                |
| 1990      | Hijos de Yurimaguas       | Walter Ormeño                          |                |
| 1991      | Lau Chun                  | Deportivo Zúñiga                       |                |
| 1992      | Unión Huaral              | Ciclista Lima                          |                |
| 1993      | Ciclista Lima             | Guardia Republicana                    |                |
| 1994      | Unión Huaral              | Hijos de Yurimaguas                    |                |
| 1995      | Guardia Republicana       | Deportivo Zúñiga                       |                |
| 1996      | Alcides Vigo              | Hijos de Yurimaguas                    | 0-0 (3-0tab)   |
| 1997      | Lawn Tennis               | Deportivo Bella Esperanza              |                |
| 1998      | Hijos de Yurimaguas       | Alcides Vigo                           |                |
| 1999      | América Cochahuayco       | Sporting Cristal B                     |                |
| 2000      | Deportivo Aviación        | Alcides Vigo                           |                |
| 2001      | Alcides Vigo              | Deportivo AELU                         |                |
| 2002      | Unión Huaral              | Defensor Villa del Mar                 |                |
| 2003      | Sport Coopsol             | Sporting Cristal B                     |                |
| 2004      | Olímpico Somos Perú       | Deportivo Municipal                    |                |
| 2005      | Olímpico Somos Perú       | Deportivo Aviación                     |                |
| 2006      | Deportivo Municipal       | Universidad de San Marcos              |                |
| 2007      | Universidad César Vallejo | Atlético Minero                        |                |
| 2008      | Total Clean               | Inti Gas                               |                |
| 2009      | Sport Boys                | Cobresol FBC                           |                |
| 2010      | Cobresol FBC              | Sport Áncash                           |                |
| 2011      | José Gálvez FBC           | Deportivo Coopsol                      |                |
| 2012      | Pacífico FC               | Deportivo Coopsol                      |                |
| 2013      | Los Caimanes              | Alfonso Ugarte                         |                |
| 2014      | Deportivo Municipal       | Deportivo Coopsol                      |                |
| 2015      | Comerciantes Unidos       | Los Caimanes                           |                |
| 2016      | Academia Cantolao         | Sport Áncash                           | 2-0            |
| 2017      | Sport Boys                | Universidad César Vallejo              | 1-1 (4-2tab)   |
| 2018      | Universidad César Vallejo | Carlos A. Mannucci                     | 1-1, 3-1       |
| 2019      | Cienciano del Cusco       | Alianza Atlético                       |                |
| 2020      | Alianza Atlético          | Juan Aurich                            | 2-1ap          |
| 2021      | Atlético Grau             | Carlos Stein                           |                |
| 2022      | Cusco FC                  | Unión Comercio                         |                |
| 2023      | Comerciantes Unidos       | CD Los Chankas                         |                |
| 2024      | Club Alianza Universidad  | Juan Pablo II College                  |                |